# Blackburneus morogoroensis
Blackburneus morogoroensis är en skalbaggsart som beskrevs av Rudolph Petrovitz 1969. Blackburneus morogoroensis ingår i släktet Blackburneus och familjen Aphodiidae. Inga underarter finns listade.